# Ommatius mackayi
Ommatius mackayi là một loài ruồi trong họ Asilidae. Ommatius mackayi được Ricardo miêu tả năm 1913. Loài này phân bố ở miền Australasia.